# William Ashley Bradfield
William Ashley Bradfield, novozelandsko-avstralski ljubiteljski astronom, * 20. junij 1927, Nova Zelandija, † 9. junij 2014.

## Življenje in delo
Bradfield je bil rojen leta 1928 na Novi Zelandiji, kasneje pa je živel v Avstraliji. Ni bil poklicni astronom in se je s področjem ukvarjal le ljubiteljsko.
Kljub temu je bil eden najuspešnejših odkriteljev kometov. Z odkrivanjem kometov je pričel v letu 1972, svoj zadnji, 18. komet pa je odkril leta 2004, star več kot 76 let. Po njem se imenuje precej svetel komet C/2004 F4. Uporabljal je 6-palčni (150-mm) daljnogled.

## Odkritja kometov

### 1970. leta
1. C/1972 E1, odkrit 12. marca 1972
2. C/1974 C1, odkrit 12. februarja 1974
3. C/1975 E1, odkrit 12. marca [[1975
4. C/1975 V2, odkrit 11. novembra 1975
5. C/1976 D1, odkrit 19. februarja 1976
6. C/1976 E1, odkrit 3. marca 1976
7. C/1978 C1, odkrit 4. februarja 1978
8. C/1978 T3, odkrit 10. oktobra 1978
9. C/1979 M1, odkrit 24. junija 1979
10. C/1979 Y1, odkrit 24. decembra 1979

### 1980. leta
1. C/1980 Y1, odkrit 17. decembra 1980
2. P/1984 A1, odkrit 7. januarja 1984
3. C/1987 P1, odkrit 11. avgusta 1987
4. P/1989 A3, odkrit 6. januarja 1989

### 1990. in 2000. leta
1. C/1992 B1, odkrit 31. januarja 1992
2. C/1992 J2, odkrit 3. maja 1992
3. C/1995 Q1, odkrit 17. avgusta 1995
4. C/2004 F4, odkrit 23. marca 2004